# Джозі Біссет
Джозі Біссетт (англ. Josie Bissett, спавжнє ім'я — Джолін Крістін Гьютмейкер (англ. Jolyn Christine Heutmaker), нар. 5 жовтня 1970) — американська акторка. Відома своєю роллю Джейн Манчіні в телесеріалі «Район Мелроуз» (1992–1999), а також своїми виступами в телевізійних фільмах протягом останніх трьох десятиліть.

## Біографія
Уродженка Сіетла, штат Вашингтон, Біссетт почала свою кар'єру перед камерою у віці 12 років як модель у друкованих та телевізійних рекламних роликах. У 16 років вона переїхала до Японії, де продовжила свою кар'єру моделі, але за рік повернулася до США.
На початку 1990-х років Біссет зіграла роль Кари в комедійному серіалі «Валері», яка стала її першою значущою роллю на телебаченні. У 1992 році вона отримала роль модельєра Джейн Ендрюс Манчіні в серіалі «Район Мелроуз», в якому знімалася до 1999 року (пропустивши за особистими обставинами сезон 1996-1997 років). У 2009—2010 роках Біссет знялася як запрошена зірка в двох епізодах продовження серіалу.

## Особисте життя
У 1992-2006 роки Джозі була одружена з актором-колегою по «Район Мелроуз» Робом Естесом. У колишнього подружжя є двоє дітей — син Мейсон Тру Естес (нар. 21.07.1999) та дочка Майя Роуз Естес (нар. 14.04.2002).
З липня 2017 року Джозі одружена вдруге за Томасом Дойгом.
Нині Джозі мешкає у Сіетлі.